# Mayreville
Mayreville är en kommun i departementet Aude i regionen Occitanien  i södra Frankrike. Kommunen ligger  i kantonen Belpech som ligger i arrondissementet Carcassonne. År 2022 hade Mayreville 86 invånare.

## Befolkningsutveckling
Antalet invånare i kommunen Mayreville
Referens: INSEE